# 加酸显色
加酸显色材料（halochromic material）是一種會隨著pH值改變而改變顏色的材料。其英文字根「chromic」，即「著色異常」指的是會因為外在參數的改變而改變顏色的材料。在這裡，這個參數即是pH值。而酸鹼指示劑就是利用這種特性製成。